# Vicente Camarena Badía
Vicente Camarena Badía (Játiva, 26 de agosto de 1941) es un matemático español.

## Carrera profesional
Estudió inicialmente Ciencias Físicas, en las que licenció el 7 de julio de 1966, y posteriormente estudió Ciencias Matemáticas, licenciándose el 24 de enero de 1972, con sobresaliente cum laude.
Antes de terminar su carrera de Matemáticas, en octubre de 1969, fue nombrado Profesor Adjunto de la Cátedra del Grupo I Matemáticas I en la Escuela Universitaria de Ingeniería Industrial de la Universidad de Zaragoza. Un año después consiguió la plaza de Profesor Adjunto de Matemáticas Generales en la Facultad de Ciencias de Zaragoza. En 1978 aprobó las oposiciones consiguió el cargo de Profesor Agregado de Matemáticas I en la Escuela Técnica Superior de Ingenieros Industriales (E.T.S.I.I.). Tres años más tarde conseguía la plaza de Catedrático Numerario para el mismo cargo.
Durante los cursos 1978 a 1981 fue director del Departamento de Matemáticas de la E.T.S.I.I. El 18 de mayo de 1984 fue el primer rector de la Universidad de Zaragoza elegido de forma democrática. Se presentó en una candidatura progresista, con el lema «Por una Universidad responsable en su autonomía y participativa en su gestión». Camarena fue reelegido en dos ocasiones, en 1986 y 1990. Dejaría el cargo el 31 de enero de 1992.
Es miembro de la Real Sociedad Matemática Española, la American Mathematical Society, la Society for Industrial and Applied Mathematics, la Academia de Ciencias de Nueva York, la Federación Internacional de Astronáutica, la Agencia Espacial Europea, entre otras, es socio honorífico de la Sociedad Dante Alighieri de Zaragoza y pertenece a la Compagnie des Mousquetaires d’Armagnac.